# Eileen (chanteuse)
Pour les articles homonymes, voir Eileen.
Eileen (née Eileen Goldsen en 1941) est une chanteuse américaine des années 1960, dont la carrière s'est déroulée principalement en France.

## Biographie
La chanteuse américaine Eileen Goldsen (alias Eileen) est née à New York le 16 mai 1941. Elle est la fille de Michael Goldsen, éditeur musical américain réputé et fondateur de Criterion Music. En 1963, elle décroche son diplôme de prof de langues à l'université de Los Angeles. Parlant couramment le français, elle vient s'établir, dès 1964, à Paris. Ayant adapté en français plusieurs chansons populaires américaines, elle décide d'en enregistrer elle-même quelques-unes. Elle est engagée chez Disc AZ par Lucien Morisse, directeur d'Europe n°1, et enregistre son 1er EP Prends ta guitare/L'Université. 
Suivent, en 1965, les EP Une grenouille dans le vent, qui la fait connaître, Mon frère le poisson et son plus grand succès Ces bottes sont faites pour marcher, adaptation française du tube These Boots Are Made for Walking de Nancy Sinatra. 
En décembre 1965, elle épouse le producteur et auteur-compositeur Jack Robinson.
Elle figure sur la "photo du siècle" regroupant 46 vedettes françaises du "yéyé" en avril 1966.
Elle enregistre ensuite les EP Love Is Strange (1967), Les Pigeons (1967), La p'tite flûte (1968) et les SP Tout le monde est fou (1968), Midi c'est l'heure de manger (1969) ainsi que Hard Times, du film La Permission (1968), chanté en duo avec Mickey Baker.
On la retrouve en 1982 avec le SP Galactic Fred chez Pathé-Marconi. Mais elle n'a pas quitté la France ni le monde de la musique puisqu'elle fonde, en 1983, avec son mari sa propre maison d'édition French Fried Music.

## Discographie française
- 1964 : Prends ta guitare, L'Université, Le Métro de Boston, Oklahoma hills
- 1965 : Une grenouille dans le vent, Au revoir, José disait, Le Skip
- 1965 : Mon frère le poisson, Ni jamais, Je cherche un coin de terre, Texas
- 1965 : Ces bottes sont faites pour marcher, Le Parfum des bois, La ville ne dort jamais la nuit, Est-ce un fantôme ?
- 1967 : Love is Strange, Pour qui coulera la fontaine, Les Pigeons, Ne condamnez pas ce beau garçon
- 1968 : B.O.F. La Permission : Hard times (chanté avec Mickey Baker)
- 1969 : La P'tite Flûte, Dépêche-toi baby, Le « lady Scott », Vive la société
- 1970 : Tout le monde est fou, Mon enfant qui dort
- 1971 : Midi c'est l'heure de manger, Mississipi Woman